# Lightning Returns: Final Fantasy XIII
Lightning Returns: Final Fantasy XIII (ライトニング リターンズ ファイナルファンタジーXIII?, Raitoningu Ritānzu: Fainaru Fantajī Sātīn) è un videogioco di ruolo-azione sviluppato e prodotto da Square Enix per Xbox 360, PlayStation 3 e PC, annunciato nel corso dei festeggiamenti per il 25º anniversario della saga di videogiochi. Il gioco fa parte della serie Fabula Nova Crystallis Final Fantasy, è il sequel diretto di Final Fantasy XIII-2, incentrato maggiormente sul personaggio di Lightning che si svolge dopo gli ultimi accadimenti di Final Fantasy XIII-2. Il titolo è uscito il 21 novembre 2013 in Giappone, l'11 febbraio 2014 in Nordamerica e il 14 febbraio in Europa.

## Trama
Lightning, dopo essere stata tramutata in un cristallo per cinquecento anni, viene risvegliata dal Dio Bhunivelze il quale le affida una missione: diventare la salvatrice e guidare le anime delle persone verso il nuovo mondo creato dal Dio stesso. In cambio, la ragazza potrà riavere l'anima della sorella Serah. Al suo risveglio la protagonista capirà che il mondo non è più quello in cui è cresciuta. Il “caos” ha invaso tutto il regno di Nova Chrysalia, trasformandolo in un mondo pericoloso in cui il tempo non scorre più; di conseguenza, le persone hanno smesso di invecchiare e svolgono una vita monotona che, con il passare del tempo, le ha rese depresse e poco motivate a vivere.
Durante il suo viaggio, Lightning incontrerà una strana ragazzina di nome Lumina che, pur non avendola mai frequentata, riesce a capire i suoi stati d'animo e conosce ogni singolo dettaglio del suo passato.
A guidarla nella suo compito, ci sarà il suo amico Hope, un ragazzo ventisettenne imprigionato nel corpo di un adolescente, che, vivendo in un mondo artificiale chiamato Arca, sarà in grado di aggiornarla su tutto quello che succede su Nova Chrysalia. La prima persona su cui si concentrerà Lightning sarà il fidanzato della sorella, Snow che, dopo 500 anni, non si è ancora dato pace per la morte di Serah. Questa frustrazione lo porterà quasi a trasformarsi in un orribile mostro; sarà Lightning ad evitarlo dandogli speranza per rivedere Serah. Nella città della luce, Luxerion, Lightning si troverà coinvolta in una serie di omicidi causati da un gruppo di eretici adoratori della Dea della morte, i quali in seguito alla diffusione di una falsa profezia, credono che la salvatrice stia progettando di distruggere il mondo. Qui incontrerà il suo amico Noel che 500 anni prima aveva ucciso la Dea Etro, causando la disfatta del pianeta. Sentendosi responsabile della distruzione del mondo, si isola dalla società, tormentandosi con sensi di colpa; Lightning dovrà combattere contro di lui per convincerlo della sua innocenza e liberare la sua anima. Infine, la ragazza riuscirà nel suo intento e Noel tornerà a cercare la sua amata Yeul.
Nella Cattedrale di Luxerion, la protagonista ritroverà anche Vanille, una compagna conosciuta negli anni precedenti che, dopo il suo arrivo a Nova Chrysalia, ha scoperto di sentire le voci dei morti e per questo motivo i membri dell'Ordine la venerano come se fosse una Dea. Il compito di Vanille sarà quello di liberare le anime dei morti allo scoccare del tredicesimo giorno, non sapendo quale sarà il prezzo da pagare. Infatti, viaggiando nel deserto Lightning, si ricongiungerà con Fang, la migliore amica di Vanille la quale rivelerà alla ragazza dell'esistenza di una sacra reliquia chiamata Pixide che è in grado di annientare le anime dei morti. Per far sì che tutto questo avvenga, una persona si dovrà sacrificare e, ovviamente, sarà Vanille. Sfortunatamente, la Pixide verrà rubata dai membri dell'Ordine e portata alla Cattedrale di Luxerion. Giunta in un'area chiamata “Confini Selvaggi”, Lightning salverà un esemplare di Chocobo, un enorme pennuto alato venerato dagli abitanti del posto e conosciuto con il nome di “Angelo di Valhalla”; la ragazza capisce di avere un legame profondo con lui ed insieme affronteranno i pericoli della grande pianura.
Lightning aiuterà anche il suo amico Sazh, rinchiuso in uno stato di solitudine e depressione dopo che suo figlio Dajh è entrato in coma. Grazie all'aiuto di Lumina, la protagonista recupererà cinque frammenti che creeranno la chiave per aprire lo scrigno contenente l'anima del bambino, risvegliandolo dal suo sonno. Nel compiere questa impresa, Lightning giungerà nel cuore della foresta dove si imbatterà in un piccolo villaggio abitato dai Moguri i quali le chiederanno di sconfiggere alcuni mostri alati che a poco a poco stanno causando l'estinzione della loro specie. Il capo del villaggio si rivelerà essere il piccolo Mog, la creatura che Lightning aveva regalato alla sorella come portafortuna quand'era ancora in vita. Come ultimo luogo da esplorare Lightning decide di visitare le rovine del tempio in cui aveva combattuto in passato per difendere la Dea Etro. Qui incontra il suo acerrimo nemico Caius e ancora una volta dovrà combattere contro di lui. Inoltre il tempio sarà infestato dagli spiriti delle veggenti Yeul che daranno importanti suggerimenti alla salvatrice.
Allo scoccare del tredicesimo giorno Lightning e Fang raggiungeranno la Cattedrale di Luxerion per impedire a Vanille di completare il rituale e riusciranno nel loro intento. Dato che Lightning aveva appena infranto il volere del Dio Bhunivelze, quest'ultimo catturerà tutte le anime che la salvatrice aveva liberato e la inviterà a presentarsi al suo cospetto. Il perfido Dio le rivelerà di averla scelta per farla diventare la nuova Dea della morte e di voler governare insieme a lei nel nuovo mondo che ha creato lui stesso. A questo punto Lightning lo sfida per ottenere la sua libertà e quella dei suoi amici.
Durante la battaglia con il Dio Bhunivelze la ragazza scoprirà la vera identità di Lumina: la bambina in realtà rappresenta l'infanzia di Lightning che le è stata portata via con la morte dei genitori; per sconfiggere Bhunivelze la ragazza accetterà di riunirsi con Lumina e riacquistare la parte di se stessa che aveva perduto. Lightning riuscirà a sconfiggere Dio e potrà raggiungere il nuovo mondo insieme a Serah, i suoi amici e a tutte le altre anime che ha salvato.

## Caratteristiche
Il mondo di gioco sarà in costante evoluzione e un giorno del gioco equivale a due ore reali. In un'intervista a IGN, il director di Lightning Returns: Final Fantasy XIII, Yuji Abe, ha svelato la durata approssimativa della trama del terzo e ultimo capitolo della saga Final Fantasy XIII. Secondo Abe, l'avventura finale di Lightning terrà occupati i giocatori per almeno cinquanta ore di gameplay, approfondendo il ciclo di 24 ore inserito nel gioco. Come noto, la protagonista avrà tredici giorni per sventare la fine del mondo, e ogni giorno corrisponde a circa 2-3 ore effettive di gioco. Questo perché ogni qualvolta il giocatore entrerà in un menu o personalizzerà il personaggio, parlerà con dei PNG o assisterà a degli eventi, il tempo si fermerà permettendo una fruizione più longeva dell'intera avventura. Tuttavia il gioco sarà rigiocabile più volte tenendo nell'inventario tutti gli oggetti e le informazioni raccolti fino a prima se non si è riusciti a salvare il mondo entro i 13 giorni.
Il mondo potrebbe finire anche prima dei 13 giorni in-game, in base alle nostre azioni. Infatti, eliminare nemici e portare a termine determinate quest, ritarderà la fine del mondo; allo stesso modo, aiutare invece determinate persone contribuirà a accelerare la fine del mondo.
Nelle città sono presenti molti orologi che indicano quanto manca alla fine del mondo.
I danni inflitti a Lightning non verranno rimossi alla fine della battaglia, ma il giocatore potrà andare al ristorante per ripristinare gli HP perduti e guarire dagli status alterati.
Il giocatore avrà la possibilità di creare un profilo online per postare online screenshot e interagire (seppur in modo minimo) anche in game con i profili amici. Come in Final Fantasy XIII-2 inoltre è possibile collegare questo profilo a Facebook e Twitter.
Il motore grafico con cui sfruttato nel gioco è il medesimo dei capitoli precedenti, il "White Engine".

## Modalità di gioco
Il sistema di combattimento è simile a quello dei due precedenti capitoli, basato sulla barra ATB, tuttavia in questo episodio Lightning è il solo personaggio giocabile.
Il personaggio principale prevede maggiori possibilità di personalizzazione e un campo di battaglia molto più vasto e libero. Lightning ha a disposizione comandi immediati per arrampicarsi su piattaforme, issarsi su piani elevati, nascondersi dietro a dei ripari e parare i colpi dei nemici al momento giusto, sacrificando parte della meccanica di combattimento a turni a favore di elementi mutuati dai giochi d'azione. Il gioco prevede la possibilità di ricominciare la storia una volta terminata conservando alcuni oggetti e abilità per partite successive. I comandi del menu non si possono selezionare in battaglia, ma è possibile assegnare abilità a pulsanti specifici e rendendo così il tutto più intuitivo e semplice.

## Personaggi

### Protagonisti
- Lightning: È la protagonista del gioco. Dopo gli eventi di FF XIII, FF XIII-2 e il DLC Requiem della Dea, Lightning viene "obbligata" da Bhunivelze ad accettare il ruolo di salvatrice delle anime (Savior); in cambio della resurrezione della sorella Serah. Inizialmente Lightning si mostra fredda e distaccata dalle altre persone (quasi priva di emozioni) ma nel corso degli eventi di LRFFXIII emergerà il suo lato umano. Un'organizzazione di persone sarà contro di lei e cercherà di attirarla in una trappola causando omicidi nella città di Luxerion.
- Lumina: si tratta di un personaggio femminile molto simile a Serah Farron, la sorella di Lightning e protagonista del precedente capitolo, ed è descritta come la sua versione "gothic lolita". Si diverte a giocare con Lightning come se fosse un oggetto e sarà sia di aiuto che di ostacolo all'eroina. Incontra Lightning nella città di Yusnaan e capisce che è diversa dagli altri servi di Bhunivelze dato che lei può vederla. Chiama spesso Lightning "sorellina": questo potrebbe suggerire una connessione con Serah o potrebbe essere solo uno dei modi che Lumina usa per infastidirla.

### Personaggi secondari
- Paddra Nsu-Yeul: Incontra Lightning nelle rovine di Valhalla nelle terre selvagge. Dopo essere stata liberata dal suo ciclo di morte e rinascita chiede a Lightning di "salvare" Caius.
- Mog: Dopo essere stato risucchiato nel vortice del Caos, Mog è stato costretto a vagare per anni nel Vuoto Oltre. Dopo essersi riunito ai suoi simili, Mog ne è diventato il capo e in qualche modo è riuscito a fondare un villaggio nei boschi delle Terre selvagge. Mog è profondamente dispiaciuto di aver fallito nella missione di proteggere Serah ma è rimasto lo stesso nonostante siano passati centinaia di anni.
- Sazh Katzroy: Vive all'interno di un'aeronave precipitata e trasformata in abitazione, vive nel tormento da anni a causa dello stato comatoso di suo figlio Dajh.
- Dajh Katzroy: Caduto in un sonno profondo non appena il mondo ha iniziato a collassare, da allora non si è più risvegliato. A quanto pare, l'anima di Dajh non risiede più nel corpo del bambino ma si pensa che sia stata nascosta da Lumina in un luogo sconosciuto.
- Oerba Dia Vanille: Vanille sarà protetta all'interno del Tempio della Salvezza di Luxerion, come una sorta di "santa" perché "si è svegliata dal Cristallo" ed è in grado di "sentire la voce dei defunti".
- Caius Ballad: Caius non è del tutto morto e fa il suo ritorno in questo capitolo.
- Oerba Yun Fang: Prima faceva parte del consiglio di Luxerion, ma non si sa per quale motivo ora è a capo della banda di ladri Monoculos delle Dune Arse. All'interno della roccaforte dei ladri, Fang pare abbia qualcosa da dire a Lightning a proposito di Vanille. Ella teme venga usata come strumento dal governo di Luxerion. Fang può collaborare con Lightning alla ricerca di oggetti preziosi tra le rovine del deserto e aiutarla durante gli scontri.
- Noel Kreiss: In questo capitolo è conosciuto come il "Cacciatore dell'Ombra" (Shadow Hunter). Noel soffre molto in quanto pensa di essere la causa che ha fatto scaturire il Caos da Valhalla, con la morte della dea Etro nel capitolo precedente. Quando incontrerà Lightning l'attaccherà, poiché crede, come anche gli altri membri dell'Ordine, che secondo la profezia il suo ritorno sia una minaccia per il mondo e l'umanità.
- Hope Estheim: 169 anni prima degli eventi di questo capitolo è scomparso risvegliandosi nell'Arca dove il suo corpo è stato riportato alla sua forma adolescente per qualche misteriosa ragione. Il motivo di questa trasformazione resta avvolto nel mistero. Hope, che di fatto ha ben 527 anni, ha costruito nel centro di Bhunivelze una propria base chiamata "l'Arca" e da qui invia a Lightning istruzioni e consigli.
- Snow Villiers: Patrono e protettore dagli abitanti di Yusnaan, la città del piacere, in questo capitolo ricoprirà il ruolo apparentemente da antagonista. Indossa un completo nero che gli darà un aspetto cupo (non più vivace come i precedenti capitoli) e avrà per la prima volta un'arma, fatta interamente di cristallo. Continua ad avere i sensi di colpa per non aver salvato Serah e, inoltre, è ancora un l'Cie e, da come si può vedere dallo stigma sul braccio, il suo tempo sta per scadere. Snow spera di rivedere Serah dopo la trasformazione in Cie'th.
- Serah Farron: Toriyama, durante un'intervista di Famitsu, afferma che la ragazza ha intrapreso un viaggio per "salvare tutti".
- Chocolina: Chocolina tornerà, ma non in veste di venditrice. Aiuterà Lightning nel corso della sua avventura.

### Altri personaggi
- Ordine: è un culto religioso che deve mantenere la pace a Luxerion. Adora il Dio Bhunivelze e i suoi discepoli indossano lunghe vesti scure e maschere d'oro, acconciature colorate (rosso per gli uomini e azzurro per le donne) e zaini meccanici.
- I figli di Etro: è un culto religioso che adora la Dea Etro. Il gruppo è determinato a uccidere Lightning a causa della profezia; per questo motivo tutte le ragazze sospettate di essere la salvatrice vengono sacrificate nei rituali. Vanille ha trovato rifugio all'interno di questo gruppo.
- Monocolus: è una banda di ladri nelle Dune Arse.
- Adonis: è un membro della banda Monocolus.
- Bhunivelze: è una delle tre divinità dell'universo di Final Fantasy XIII. Con l'apocalisse prossima a giungere, risveglia Lightning dal suo sonno di cristallo dopo 500 anni, affidandole la missione di salvare quante più anime possibili per condurle nel nuovo universo che sta creando, prima che il caos inghiotta ogni cosa di quello vecchio. In cambio di questo promette a Lightning di riportare in vita Serah.

## Costumi
- Sacra Salvatrice: l'outfit predefinito di Lightning.
- Musa dark: è composto da uno scudo nero, pantaloni a campana e una spada più corta dell'originale.
- Riflesso di sabbia: è descritto come "simile all'armatura di un samurai" e conferisce l'abilità di parare e schivare gli attacchi.
- Angelo nero: costume che incrementa i parametri magici pur garantendo la massima libertà di movimento in battaglia.
- Mi'qote: Costume da gatta con tanto di orecchie, coda e minigonna.
- Mago Nero: visto nei trailer con il nome "Magician's Suit"
- Rubacuori (Heart Stealer): mostrato per la prima volta all' E3 2013 e nella rivista "V Jump" (20/08/2013).È particolarmente indicato per l'esecuzione di schivate e attacchi in movimento.
- Luna Crescente
- Paladino
- Eclettismo
- Corpo di Guardia del Sanctum: Outfit proveniente dal primo capitolo della saga. Si ottiene con il salvataggio di Final Fantasy XIII.
- Valkyrya: Outfit proveniente dal secondo capitolo della saga. Ottenibile con il salvataggio di Final Fantasy XIII-2.

## Ambientazioni
- Nova Chrysalia: l'arcipelago dove si svolgono le missioni di Lightning (precedentemente conosciuto come Novus Partus), formato da quattro continenti/isole.
- l'Arca: è la base che Hope ha costruito nel centro di Bhunivelze e da qui invia a Lightning istruzioni e consigli. Compiendo le missioni accrescerà il potere di Yggdrasil, sacro albero della vita piantato all'interno di Bhunivelze. Il tempo trascorso da Lightning all'interno dell'Arca - luogo "al margine del trascorrere del tempo" - rappresenta l'unica opportunità per la protagonista di rilassarsi e dimenticarsi temporaneamente della sua missione principale.
- Luxerion: la città è governata dall'Ordine. La principale occupazione dei suoi abitanti è apprendere gli insegnamenti del loro dio. Le costruzioni di ferro, le valigie e gli altri oggetti sparsi per le strade danno alla città un'atmosfera gotica e surreale. La calma apparente che regna durante il giorno si spezza al calare della sera. Durante la notte, Lightning dovrà affrontare i mostri e le altre creature che invadono la città. In questa città troviamo anche un cimitero dove alcuni giurano di aver visto lugubri ombre vagare nel buio. Il Warren è un quartiere della città popolato da criminali e seguaci del culto eretico, "I figli di Etro."
- Dune Arse: un deserto senza vita dov'è seppellita una sacra reliquia. In questo deserto sconfinato, le dune si estendono a perdita d'occhio. Tra le distese sabbiose sono visibili le baracche usate dai cercatori di tesori come campo base e delle antiche rovine che potrebbero nascondere dei tesori. Nel territorio delle Dune arse, infatti, una banda di predoni va alla ricerca di antichi tesori sepolti. I mostri che vivono da queste parti hanno delle caratteristiche uniche, come i demoni che si aggirano scivolando tra le dune del deserto e gli spaventosi non-morti in agguato tra le rovine.
- Yusnaan: è la città dei piaceri. I fuochi d'artificio e le luci ravvivano la città e gli abitanti passeggiano per le strade come in un sogno. Manca poco alla fine del mondo, ma qui si organizzano feste e banchetti e la gente vive abbandonandosi al divertimento. A governare e mantenere la pace in città è Snow, il reggente. A Yusnaan si trova il Mattatoio, l'arena dove ogni sera si svolgono cruenti combattimenti.
- Terre selvagge: ospitano le fattorie Canopus, un villaggio famoso per la prelibata erba Ghisal che viene prodotta al suo interno. Lightning dovrà raccogliere informazioni tra gli abitanti del villaggio e recuperare cibo con il quale nutrire il Chocobo malato. Qui abitano inoltre i Moguri.

## Bonus del preordine
- Costume di Cloud Strife (DLC)
- Lightning Samurai: tre completi dotati di abilità particolari: "Shogun", "Vajrasattva" e "Florilegio".
- Steelbook: custodia del videogioco in metallo.

## Lightning Returns: Final Fantasy XIII Chronicle of Chaotic Era
Il romanzo prequel (di 256 pagine) del videogioco. Narra gli eventi dopo Final Fantasy XIII-2 fino all'arrivo della salvatrice. Doveva essere pubblicato tra il 19 e il 21 dicembre 2013 in Giappone, ma è stato cancellato a causa di una malattia dell'autore Benny Matsuyama.

## Accoglienza
Il videogioco, uscito il 21 novembre in Giappone, ha deluso nella prima settimana di lancio, vendendo solo 270.000 unità contro i 525.000 del capitolo precedente.